# 直枝杜鹃
直枝杜鹃（学名：Rhododendron orthocladum），为杜鹃花科杜鹃花属下的一个植物种。